# Lycoderes
Lycoderes är ett släkte av insekter. Lycoderes ingår i familjen hornstritar.

## Dottertaxa tillLycoderes, i alfabetisk ordning[1]
- Lycoderes alvarengai
- Lycoderes amazonica
- Lycoderes ancora
- Lycoderes aperta
- Lycoderes arguta
- Lycoderes brevilobus
- Lycoderes burmeisteri
- Lycoderes capitata
- Lycoderes clavatus
- Lycoderes cultrata
- Lycoderes fabricii
- Lycoderes fernandezi
- Lycoderes foliatus
- Lycoderes furcifer
- Lycoderes fuscus
- Lycoderes gaffa
- Lycoderes gladiator
- Lycoderes gradatus
- Lycoderes hippocampus
- Lycoderes luctans
- Lycoderes luteus
- Lycoderes marginalis
- Lycoderes minamen
- Lycoderes mitrata
- Lycoderes obtusa
- Lycoderes pennyi
- Lycoderes petasus
- Lycoderes phasianus
- Lycoderes protensa
- Lycoderes reichardti
- Lycoderes serraticornis
- Lycoderes strumpeli
- Lycoderes turritus
- Lycoderes unicolor
- Lycoderes wygodzinskyi